# Massay
Pour les articles ayant des titres homophones, voir Macé, Macey, Massais, Massé et Massey.
Massay est une commune française située dans le département du Cher en région Centre-Val de Loire.

## Géographie
Le territoire communal est arrosé par la rivière Arnon.

### Localisation
La commune se trouve dans l'aire géographique et dans la zone de production du lait, de fabrication et d'affinage du fromage Valençay.

### Climat
Pour des articles plus généraux, voir Climat du Centre-Val de Loire et Climat du Cher.
En 2010, le climat de la commune est de type climat océanique dégradé des plaines du Centre et du Nord, selon une étude du CNRS s'appuyant sur une série de données couvrant la période 1971-2000. En 2020, Météo-France publie une typologie des climats de la France métropolitaine dans laquelle la commune est exposée à un climat océanique altéré et est dans la région climatique  Centre et contreforts nord du Massif Central, caractérisée par un air sec en été et un bon ensoleillement. 
Pour la période 1971-2000, la température annuelle moyenne est de 11,5 °C, avec une amplitude thermique annuelle de 15,1 °C. Le cumul annuel moyen de précipitations est de 703 mm, avec 11 jours de précipitations en janvier et 6,9 jours en juillet. Pour la période 1991-2020, la température moyenne annuelle observée sur la station météorologique la plus proche, située sur la commune de Vierzon à 10 km à vol d'oiseau, est de 12,2 °C et le cumul annuel moyen de précipitations est de 745,6 mm,. Pour l'avenir, les paramètres climatiques de la commune estimés pour 2050 selon différents scénarios d'émission de gaz à effet de serre sont consultables sur un site dédié publié par Météo-France en novembre 2022.

## Urbanisme

### Typologie
Au 1er janvier 2024, Massay est catégorisée bourg rural, selon la nouvelle grille communale de densité à 7 niveaux définie par l'Insee en 2022.
Elle est située hors unité urbaine. Par ailleurs la commune fait partie de l'aire d'attraction de Vierzon, dont elle est une commune de la couronne,. Cette aire, qui regroupe 20 communes, est catégorisée dans les aires de moins de 50 000 habitants,.

### Occupation des sols
L'occupation des sols de la commune, telle qu'elle ressort de la base de données européenne d’occupation biophysique des sols Corine Land Cover (CLC), est marquée par l'importance des territoires agricoles (87,1 % en 2018), une proportion sensiblement équivalente à celle de 1990 (87,3 %). La répartition détaillée en 2018 est la suivante : 
terres arables (70,1 %), forêts (10,2 %), zones agricoles hétérogènes (9,2 %), prairies (7,9 %), zones urbanisées (1,6 %), milieux à végétation arbustive et/ou herbacée (1,1 %).
L'évolution de l’occupation des sols de la commune et de ses infrastructures peut être observée sur les différentes représentations cartographiques du territoire : la carte de Cassini (XVIIIe siècle), la carte d'état-major (1820-1866) et les cartes ou photos aériennes de l'IGN pour la période actuelle (1950 à aujourd'hui).

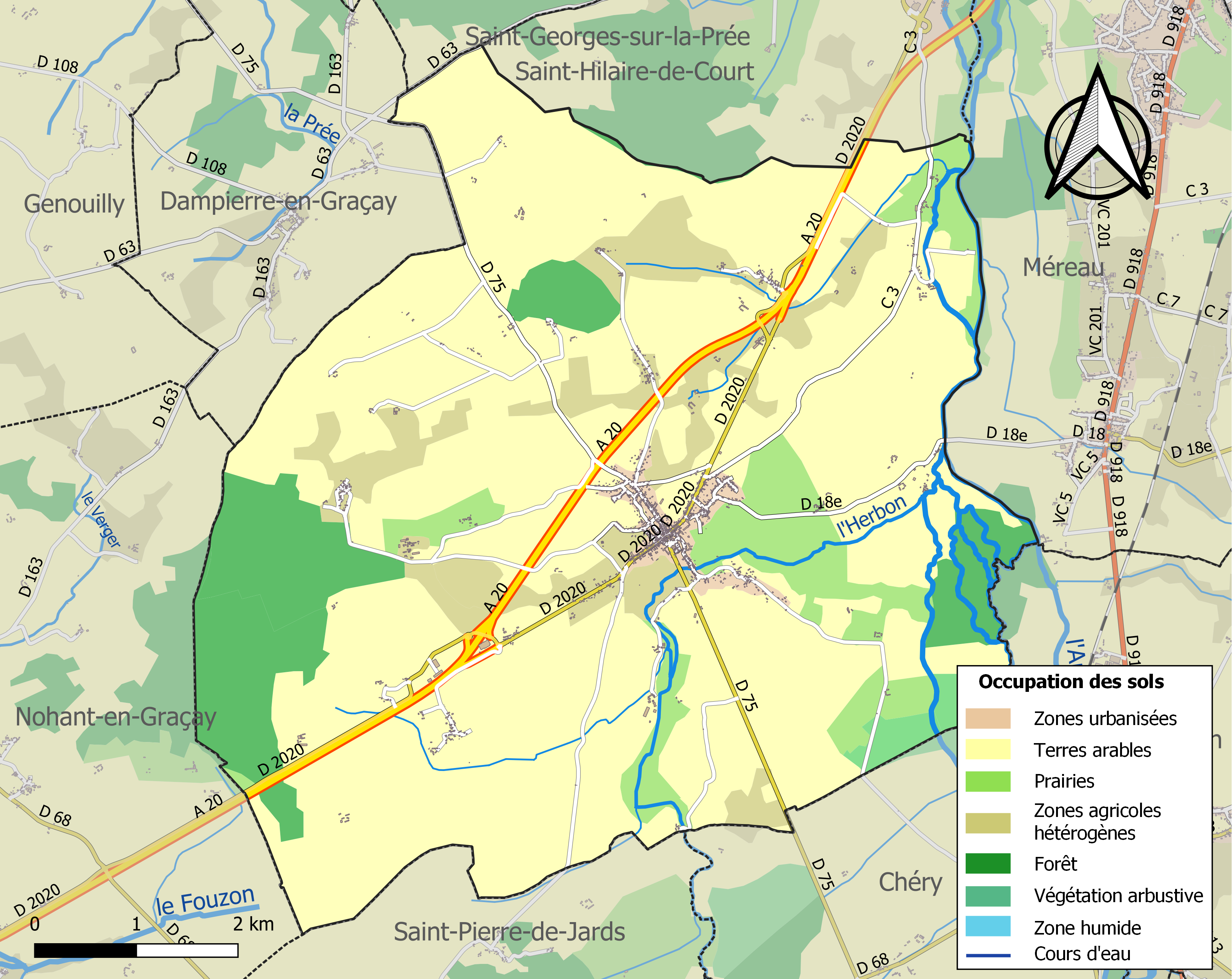
Carte des infrastructures et de l'occupation des sols de la commune en 2018 (CLC).

### Risques majeurs
Le territoire de la commune de Massay est vulnérable à différents aléas naturels : météorologiques (tempête, orage, neige, grand froid, canicule ou sécheresse), inondations, mouvements de terrains et séisme (sismicité faible). Il est également exposé à un risque technologique,  le transport de matières dangereuses. Un site publié par le BRGM permet d'évaluer simplement et rapidement les risques d'un bien localisé soit par son adresse soit par le numéro de sa parcelle.

#### Risques naturels
Certaines parties du territoire communal sont susceptibles d’être affectées par le risque d’inondation par débordement de cours d'eau, notamment l'Arnon et l'Herbon. La commune a été reconnue en état de catastrophe naturelle au titre des dommages causés par les inondations et coulées de boue survenues en 1982, 1997, 1999 et 2016,.

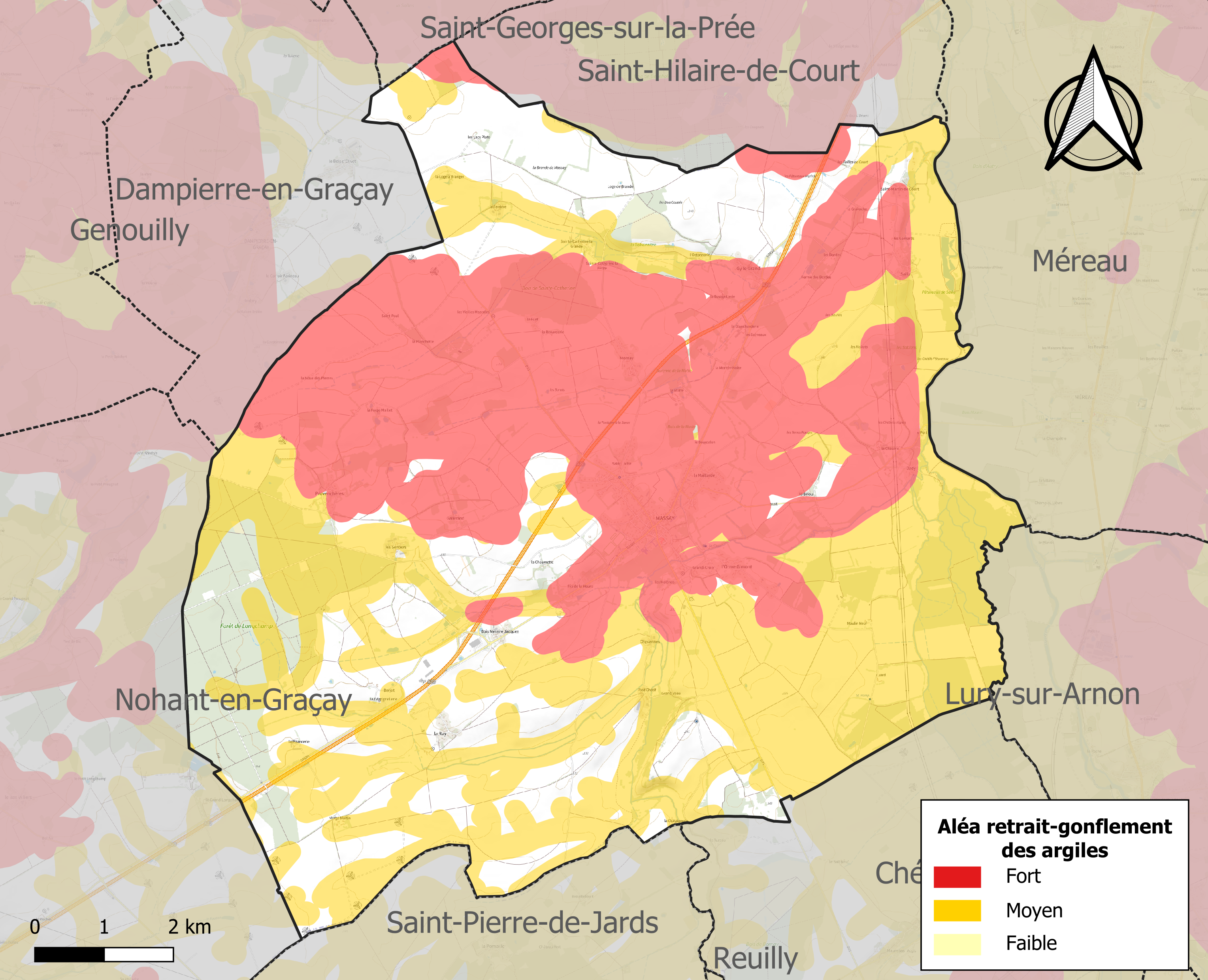
Carte des zones d'aléa retrait-gonflement des sols argileux de Massay.

La commune est vulnérable au risque de mouvements de terrains constitué principalement du retrait-gonflement des sols argileux. Cet aléa est susceptible d'engendrer des dommages importants aux bâtiments en cas d’alternance de périodes de sécheresse et de pluie. 77,2 % de la superficie communale est en aléa moyen ou fort (90 % au niveau départemental et 48,5 % au niveau national). Sur les 763 bâtiments dénombrés sur la commune en 2019, 717 sont en aléa moyen ou fort, soit 94 %, à comparer aux 83 % au niveau départemental et 54 % au niveau national. Une cartographie de l'exposition du territoire national au retrait gonflement des sols argileux est disponible sur le site du BRGM,.
Concernant les mouvements de terrains, la commune a été reconnue en état de catastrophe naturelle au titre des dommages causés par la sécheresse en 1989, 1991, 1998, 2002, 2006, 2011, 2018 et 2019 et par des mouvements de terrain en 1999.

#### Risques technologiques
Le risque de transport de matières dangereuses sur la commune est lié à sa traversée par des infrastructures routières ou ferroviaires importantes ou la présence d'une canalisation de transport d'hydrocarbures. Un accident se produisant sur de telles infrastructures est en effet susceptible d’avoir des effets graves au bâti ou aux personnes jusqu’à 350 m, selon la nature du matériau transporté. Des dispositions d’urbanisme peuvent être préconisées en conséquence.

## Histoire

### Abbaye Saint-Martin

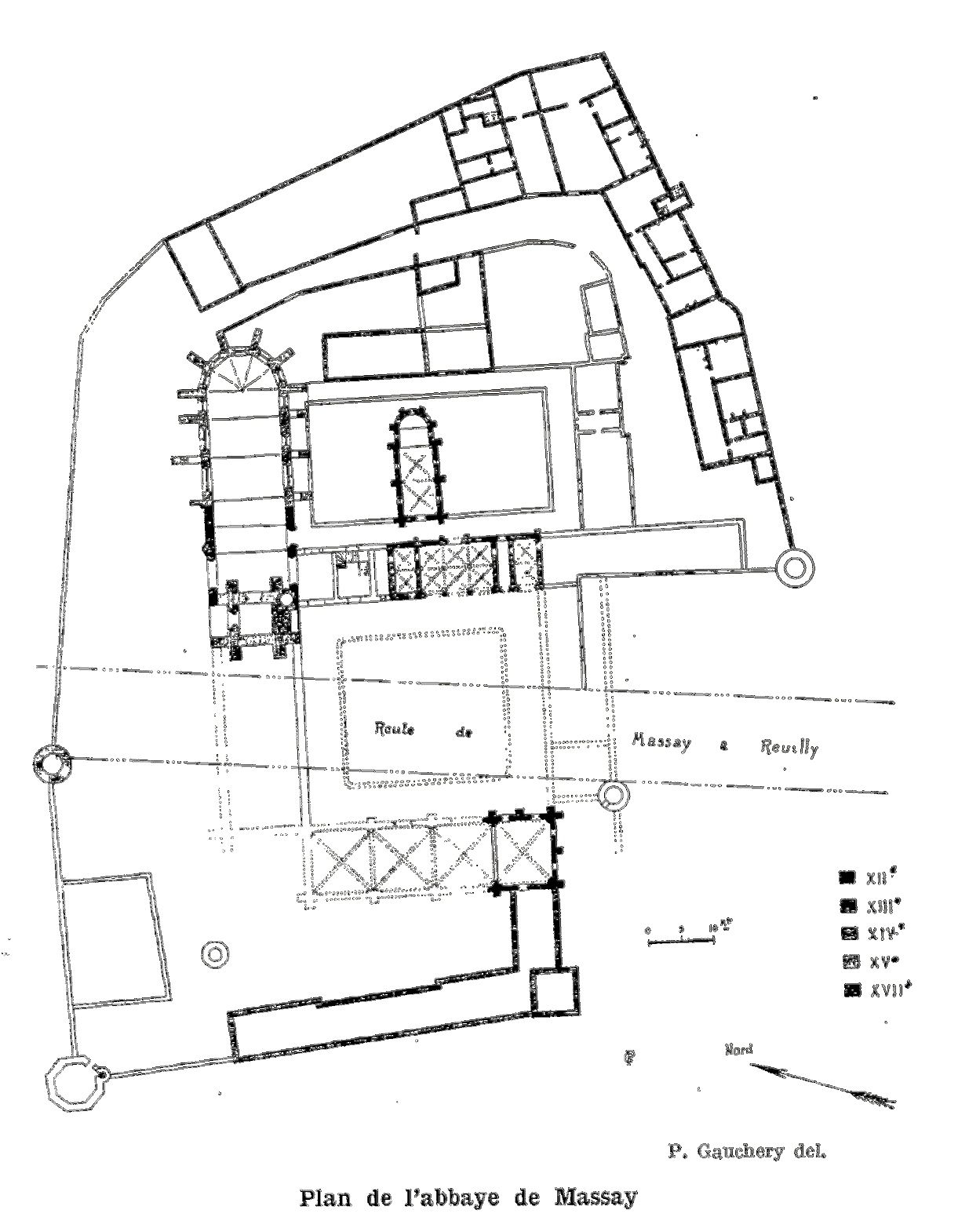
Plan de l'abbaye de Massay. On voit le tracé de la route de Reuilly à travers l'ancien cloître. L'église Saint-Paixent est formée du cœur de l'ancienne abbatiale. La chapelle de l’abbé est dans le prolongement de la salle capitulaire.

L'abbaye Saint-Martin de Massay a été fondée en 738, par un comte d'Aquitaine nommé Egon. En 814 Benoît d'Aniane la réforme selon l'ordre bénédictin. Vers 873 elle est pillée par les Normands. Elle est reconstruite en 910.

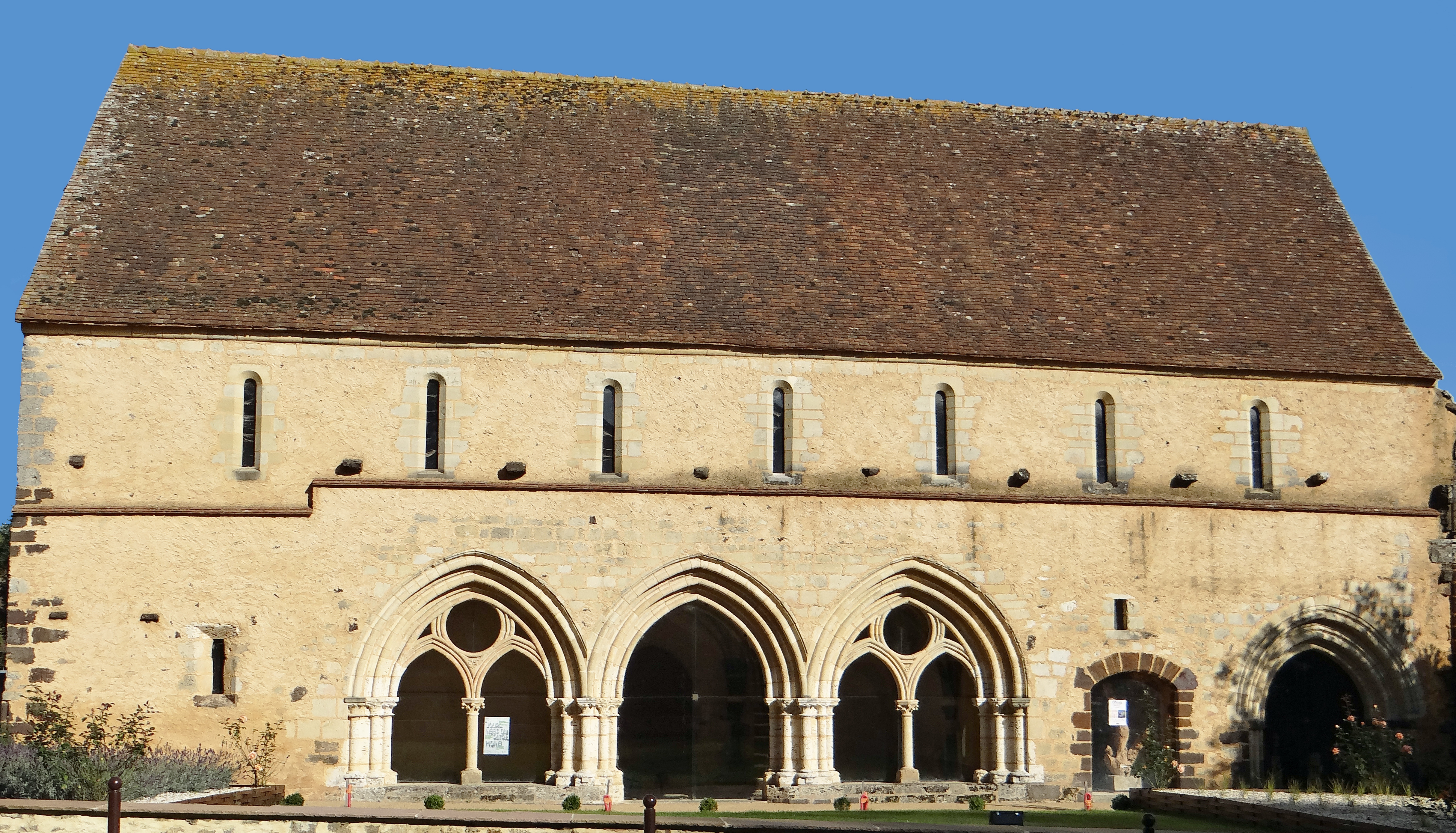
La salle capitulaire vue de la route qui traverse actuellement l'Abbaye

Les abbayes de Massay et de Déols sont toutes deux affiliées à Cluny. Elles sont désormais placées sous l'autorité de Bernon, le fondateur, puis de l'abbé Odon dirige à la fois Cluny, Déols et Massay. À Massay, c'est un certain Odon II qui succède à Odon de Cluny en 935. Les deux abbayes sont donc indépendantes, même si elles conservent des liens. 
Par la suite, aux Xe, XIe et XIIe siècles, Déols et Massay évoluent et deviennent des centres monastiques de première importance. Après un incendie en 1128, l'abbatiale Saint-Martin de Massay est entièrement reconstruite dans des proportions plus importantes au XIVe siècle. De 1165 à 1175 est édifiée la chapelle de l'abbé sous une influence angevine, celle-ci amorce le passage du roman à l'architecture gothique. En 1483 un clocher porche gothique finement ouvragé haut de 42 mètres est construit pour l'abbé Bertrand de Chamborand. Celui-ci renfermait 7 cloches dont une, datée du 27 mai 1512, porte ses armoiries. Une prison, dans ses soubassements, existe encore.
La guerre de Cent Ans provoque la destruction partielle de Massay par les troupes anglaises vers 1360. Puis elle est pillée en 1562 et 1567 pendant les guerres de religion. La mise en place du régime de la commende transforme profondément l'abbaye.

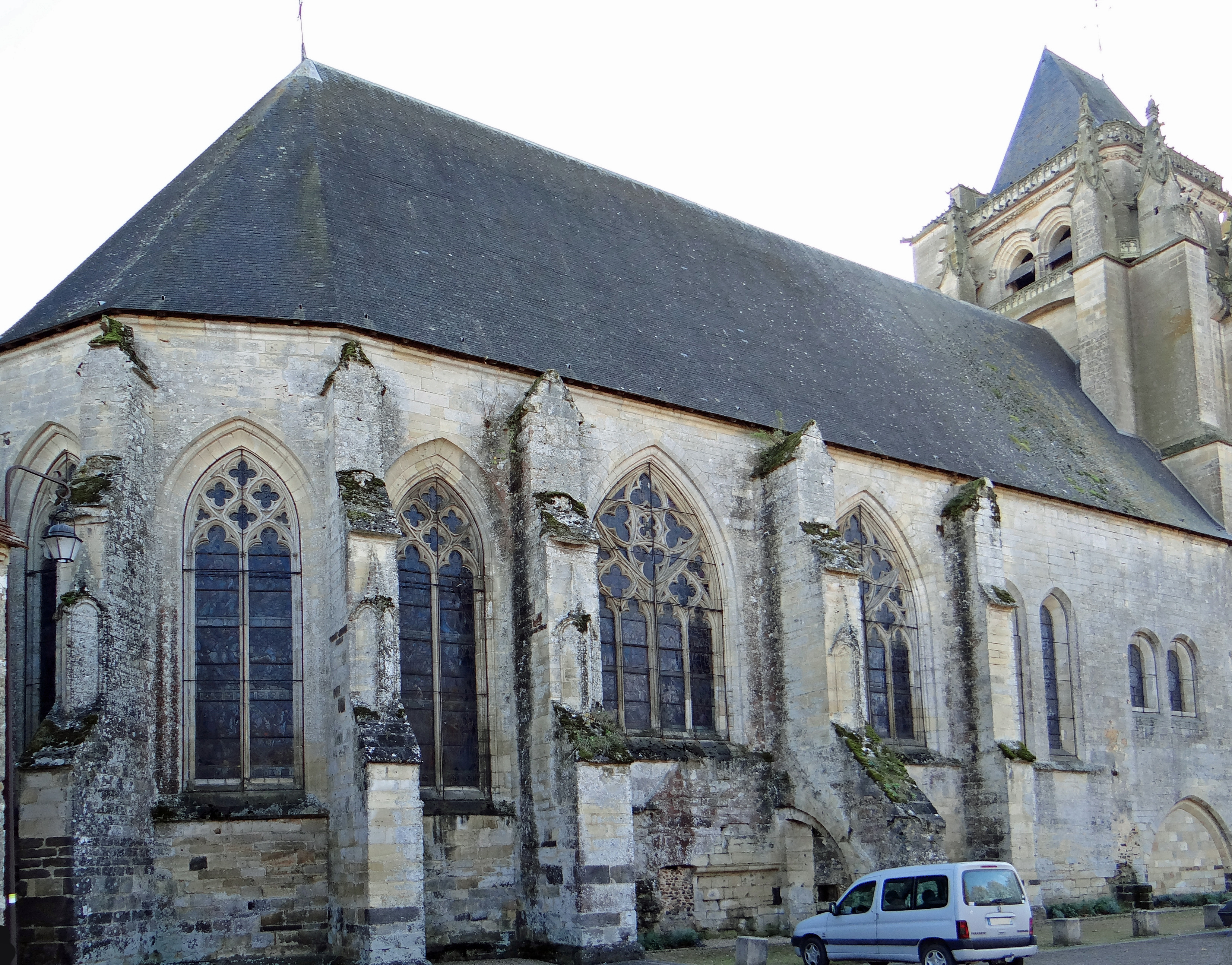
Eglise st Paxent

Le cardinal archevêque de Bourges Frédéric Jérôme de La Rochefoucauld (évêque de 1729 à 1757) visite l'abbaye délabrée en 1733 et prononce sa fermeture définitive en 1735. Elle est démantelée en 1736 et l'église abbatiale Saint-Martin est donnée a la commune en remplacement de l'église paroissiale Saint-Paxent en mauvais état.

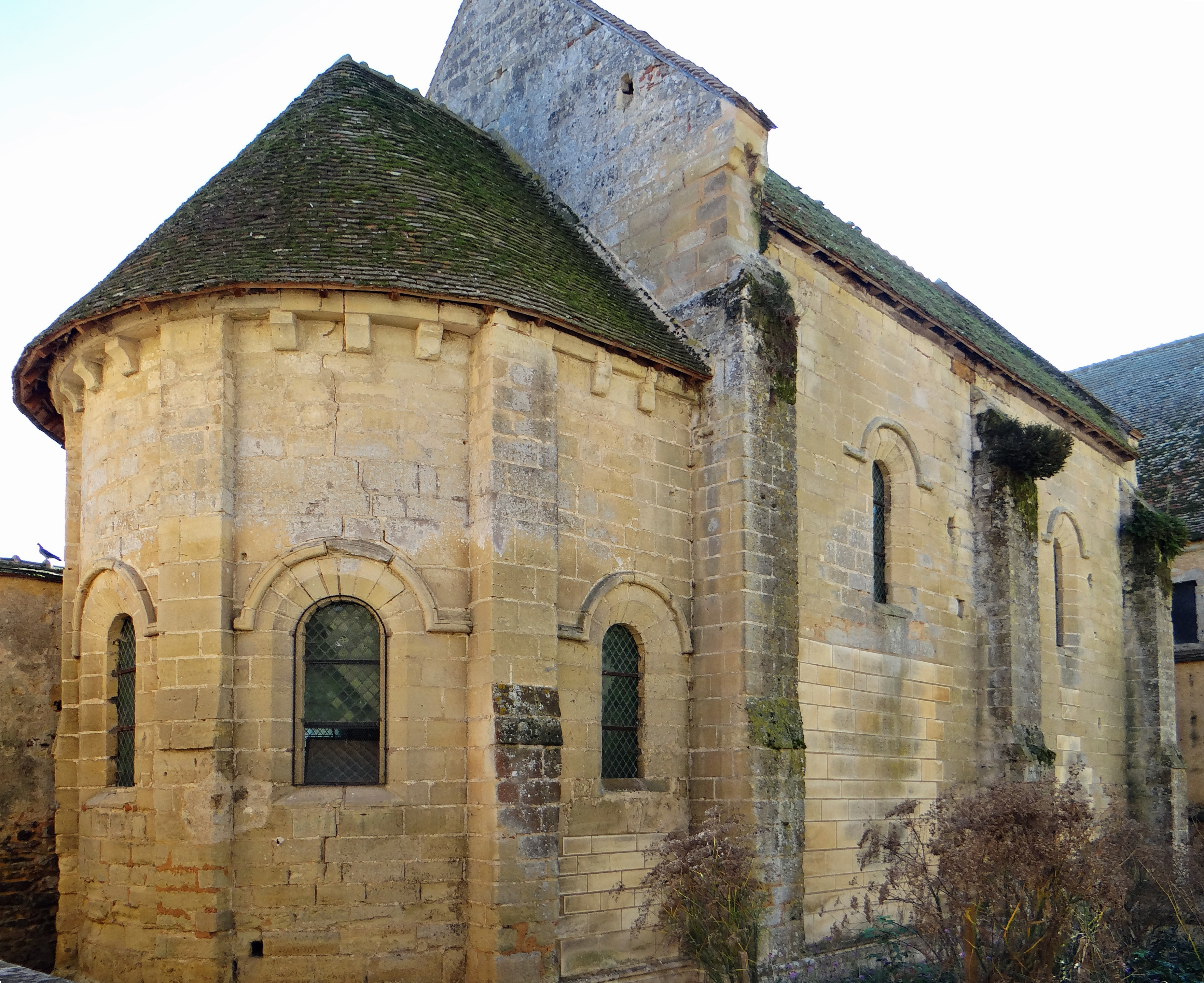
La chapelle Saint-Loup

La chapelle Saint-Loup est rattachée au presbytère qui l'utilisait comme grange, écurie et bûcher. Elle se compose de deux travées de voûtes en forme de coupoles soutenues d'arcs d'ogives diagonaux, d'une travée voûtée en berceau aigu et d'une abside circulaire voûtée en quart de sphère. Les chapiteaux sont ornés de rinceaux et de têtes. Les fenêtres sont en plein cintre ainsi que la porte, ornée de boudins en dents de scie.
Les bâtiments auraient pu subsister en partie, mais à la Révolution, le tracé de la nouvelle route de Reuilly passe par l'emplacement du cloître qui est détruit. Ce tracé est clairement visible sur le plan de Deshoulières et Gauchery. Aujourd'hui, les bâtiments restants sont classés, notamment la salle capitulaire, la chapelle Saint-Loup, aussi appelée la « chapelle de l’abbé », et l'église Saint-Paxent. Les bâtiments ont été classés puis réhabilités dans les années 1990.
La salle capitulaire du XIIIe siècle est surmontée d'une partie du dortoir des moines. Le logis du chambrier (ou économe du monastère) du XVIIe siècle est devenu d'abord presbytère, puis mairie. Des communs, un vivier et une travée des celliers subsistent encore de nos jours.
La commune appartient à la fédération des sites clunisiens.

### Événements remarquables

#### Moyen Âge et Renaissance
Charlemagne aurait fait une visite à Massay et à cette occasion, aurait fait don d'un trésor. Comme le couvent et son trésor, la commune est pillée par les Normands en 873. Elle subit des incendies en 999 et 1128. Un hôpital et une léproserie sont établis par les seigneurs locaux en 1252. Saint Louis passe en 1258 de retour d'Égypte. Massay est détruit pendant la guerre de Cent Ans, les guerres contre Charles Quint et saccagée par les protestants au XVIe siècle.

#### Temps modernes
Au début du XVIIIe siècle, la communauté de Massay est en crise démographique, puisqu’elle passe de 171 feux en 1709 à 139 en 1726. L’hiver de 1709-1710 notamment cause de nombreuses pertes, ainsi que la grande canicule de 1719 (qui tua beaucoup par dysenterie). Les mêmes causes sont à l’origine de la très forte baisse de population de la communauté de Saint-Vincent-de-Gy à la même époque, de 121 à 89 feux (plus d’un habitant sur quatre).
En janvier 1814, le pape Pie VII, de retour de son séjour à Fontainebleau, fait étape à Massay.

#### Période contemporaine
Une réorganisation des communes, en 1822, réunit les trois communes de Massay, Saint-Vincent-de-Gy et Saint-Martin-de-Court. L'église Saint-Martin de Court est fermée. Elle sert actuellement de grange. Une mairie est construite en 1838.
Pendant la guerre franco-allemande de 1870, le 9 décembre 1870, les Prussiens pénètrent dans Massay, et le 27 décembre 1870, le ballon monté Merlin-de-Douai s'envole de la gare du Nord à Paris alors assiégé par les Prussiens et termine sa course à Massay neuf heures plus tard après avoir parcouru 211 kilomètres.
Pendant la seconde Guerre mondiale, deux avions anglais sont abattus sur le territoire, l'un en 1942[réf. souhaitée] et un Avro Lancaster du 101e squadron de la Royal Air Force le 1er juillet 1944 (7 membres d'équipage inhumés à Saint-Doulchard). Une stèle commémore ces événements.

## Politique et administration

### Liste des maires
| Période        | Période                         | Identité            | Étiquette | Qualité                                         |
| -------------- | ------------------------------- | ------------------- | --------- | ----------------------------------------------- |
| mars 1959      | mars 1971                       | Pierre Ceschetti    |           |                                                 |
| mars 1971      | mars 1977                       | Raoul Maloger       |           |                                                 |
| mars 1977      | mars 2001                       | Jean-Claude Gaydier |           | gérant                                          |
| septembre 2004 | mars 2008                       | Philippe Borgeais   |           |                                                 |
| mars 2008      | En cours (au 27 septembre 2014) | Dominique Lévêque   | DVD       | Ancien artisan, commerçant ou chef d'entreprise |

## Démographie
L'évolution du nombre d'habitants est connue à travers les recensements de la population effectués dans la commune depuis 1793. Pour les communes de moins de 10 000 habitants, une enquête de recensement portant sur toute la population est réalisée tous les cinq ans, les populations de référence des années intermédiaires étant quant à elles estimées par interpolation ou extrapolation. Pour la commune, le premier recensement exhaustif entrant dans le cadre du nouveau dispositif a été réalisé en 2005.

En 2022, la commune comptait 1 347 habitants, en évolution de −3,51 % par rapport à 2016 (Cher : −2,48 %, France hors Mayotte : +2,11 %).
| 1793 | 1800 | 1806 | 1821 | 1831  | 1836  | 1841  | 1846  | 1851  |
| ---- | ---- | ---- | ---- | ----- | ----- | ----- | ----- | ----- |
| 900  | 823  | 770  | 901  | 1 851 | 2 036 | 1 928 | 2 226 | 2 282 |

| 1856  | 1861  | 1866  | 1872  | 1876  | 1881  | 1886  | 1891  | 1896  |
| ----- | ----- | ----- | ----- | ----- | ----- | ----- | ----- | ----- |
| 2 190 | 2 200 | 2 405 | 2 400 | 2 471 | 2 402 | 2 469 | 2 297 | 2 233 |

| 1901  | 1906  | 1911  | 1921  | 1926  | 1931  | 1936  | 1946  | 1954  |
| ----- | ----- | ----- | ----- | ----- | ----- | ----- | ----- | ----- |
| 2 085 | 2 131 | 2 026 | 1 824 | 1 748 | 1 615 | 1 548 | 1 529 | 1 516 |

| 1962  | 1968  | 1975  | 1982  | 1990  | 1999  | 2005  | 2006  | 2010  |
| ----- | ----- | ----- | ----- | ----- | ----- | ----- | ----- | ----- |
| 1 390 | 1 324 | 1 251 | 1 339 | 1 354 | 1 335 | 1 405 | 1 406 | 1 404 |

| 2015  | 2020  | 2022  | - | - | - | - | - | - |
| ----- | ----- | ----- | - | - | - | - | - | - |
| 1 404 | 1 353 | 1 347 | - | - | - | - | - | - |

## Culture locale et patrimoine

### Lieux et monuments
- Abbaye Saint-Martin de Massay : L'église abbatiale, actuelle église Saint-Paxent : Dédiée à saint Paxent depuis 1736, elle remplaçait l'ancienne église paroissiale tombe en ruines. Elle a conservé quelques parties des murs des XIIe et XIIIe siècles, mais elle est reconstruite dans son ensemble à la fin du XIVe siècle. Cette église est un vaste et unique vaisseau terminé à l'est par un chevet à cinq pans coupés. Ses vitraux furent posés dans les années 1880. L'église contient un vitrail du XVIe siècle des ateliers rhénans, et un ensemble de vitraux mis en place entre 1880 et 1885 provenant des ateliers parisiens de Gaspard Gsell, un élève suisse et disciple de Ingres. Elle contient des stalles du XVIe siècle très mutilées et une statue d'une Vierge à l'Enfant en bois polychrome du XVIIe et XVIIIe siècles. Elle est classée monument historique[22],[36].
- La tour-clocher puissante, ou tour Chamborant : À l'église est adossée une tour-clocher haute de 42 mètres. Cette tour est divisée en trois étages marqués par des cordons et soutenus par des contreforts terminés par des pinacles. L'accès se fait par le nord, par une porte en tiers-point surmontée des armes de l'abbé de Chamborant complétées par une légende en lettres gothiques disant « Rébérend père en Dieu, frère Bertrand de Chamborand, abbé de l’abbaye de Massay, a fait faire ceste présente tour l'an mil CCCLXXXX et trois[37] ». À l'étage suivant se trouvent une fenêtre à meneaux ainsi que des contreforts possédant des niches soutenues par des culs-de-lampe. Le dernier étage, le plus riche en décoration, est entouré d'une balustrade gothique avec des lettres rappelant le nom du fondateur. Les contreforts se terminent par des pinacles et la tour est percée sur chaque face de deux fenêtres entourées de riches moulures, derrière lesquelles se trouvent deux cloches, parmi les sept qu'avait le clocher autrefois. L'une date de 1512 et porte les armes de l'abbé de Chamborant.
- La chapelle Saint-Loup : Aussi appelée chapelle de l'Abbé. Cet oratoire date du milieu du XIIe siècle. Sobre d'extérieur et bien conservé, son architecture homogène est romane, mais contient déjà des arcs-ogives. Elle est classée au titre des Monuments historiques depuis 1889.
- La salle capitulaire et le dortoir des moines : Situé au sud de l'église, ce bâtiment du XIIIe siècle fait partie de l'édifice qui entourait cloître. Il comprend, au rez-de-chaussée, la salle capitulaire, deux autres salles et un couloir faisant communiquer les deux cloîtres. Au 1er étage se trouve une partie du dortoir des moines, à la charpente à chevrons-formant-fermes et aux baies étroites et fenêtres datant du XVIIe siècle. La salle et le dortoir sont classés au titre des Monuments historiques depuis 1915.
- Le logis du chambrier : Il date du XVIIe siècle. Lors de la cessation des activités de l'abbaye, il devient le presbytère jusqu'à une période récente.
- Les anciennes fortifications : Une tour ronde, indépendante de l'église, reste le vestige le mieux conservé des fortifications de l'abbaye. On peut en suivre le tracé en empruntant certaines rues de la ville, dans lesquelles on aperçoit les ruines d'autres tours.
- La Maison de fer système Duclos .

### Personnalités liées à la commune
- François Baucheton (1749-1838), né et mort à Massay, homme politique pendant la Révolution et le Premier Empire, magistrat.
- Brigitte Peskine (1951-2020), écrivaine et scénariste, y a habité.

### Héraldique
| Blason de Massay | Les armes de Massay se blasonnent ainsi : D'azur aux dix fleurs de lys d'or ordonnées 3, 3, 3 et 1, à saint Martin à cheval partageant son manteau avec un pauvre sur une terrasse isolée, le tout d'argent brochant, à la filière aussi d'or. |